# Carlos Noguera
Carlos Noguera (Tinaquillo, estado Cojedes, 28 de octubre de 1943 - Caracas, 3 de febrero de 2015) fue un escritor, psicólogo y gerente cultural venezolano. Premio Nacional de Literatura 2004 y presidente de la editorial estatal Monte Ávila Editores (2003-2015).

## Biografía
Estudió psicología en la Universidad Central de Venezuela (UCV), de la cual fue profesor en pregrado y postgrado. En 1965 obtuvo el primer premio del Concurso Universitario de Poesía de la UCV. Fue miembro del grupo literario EN HAA entre 1963 y 1971.
En 1969 resultó ganador del Concurso de Cuentos del diario El Nacional, por el relato Altagracia y otras cosas. Su primer libro de narrativa lo publicó en 1971, Historias de la calle Lincoln, novela de relatos interrelacionados que ocurren en la zona de Sabana Grande, Caracas. Entre 1979 y 1980 residió en Londres por motivos académicos. 
Entre los diversos reconocimientos obtenidos se pueden destacar: Premio Internacional de Novela de Monte Ávila Editores (1971), Premio Bienal de Novela Guillermo Meneses, (UCV-1977), Premio II Bienal Mariano Picón Salas (1993), Premio CONAC de Narrativa (1995), finalista del Premio Rómulo Gallegos (1995 y 2007) y Mención de Honor del Premio Pegassus (1998). 
Su novela Juegos bajo la luna, fue llevada al cine en el año 2000 por el director mexicano Mauricio Walerstein. En 2003 fue homenajeado por la X Feria Internacional del Libro de Caracas. Su obra ha sido traducida al inglés, francés, italiano, alemán y serbio. También publicó ensayos sobre psicología y fue director de la Revista Nacional de Cultura.
En el 2004 le fue otorgado el Premio Nacional de Literatura. Estuvo casado con la psicóloga Juliana Boersner. 
Dirigió la casa editorial Monte Ávila Editores Latinoamericana hasta el año de su muerte y fue un reconocido y dedicado facilitador de talleres de escritura literaria. 
Falleció en Caracas el 3 de febrero de 2015 a las 00:29 de la mañana (hora local).

## Obra

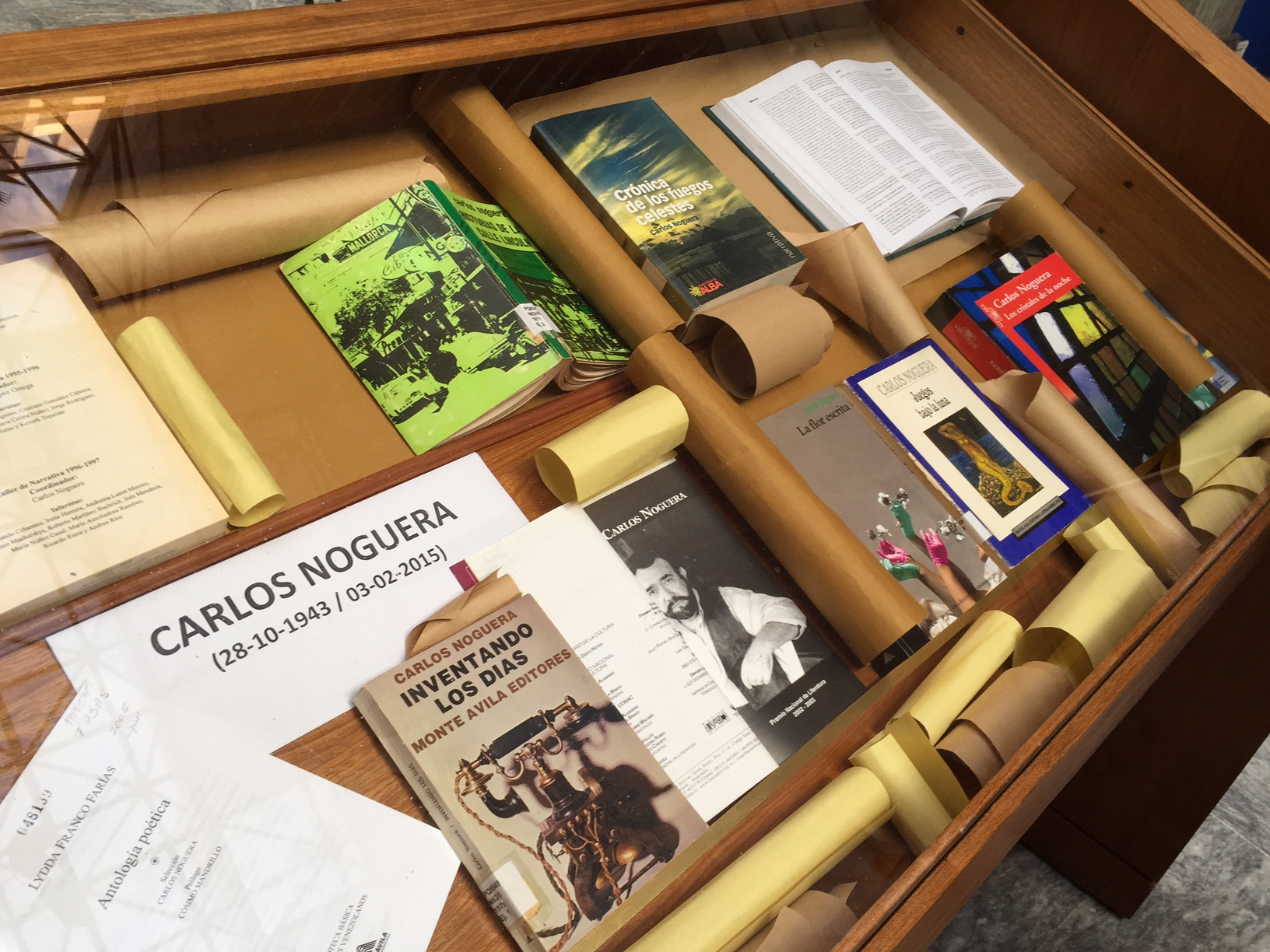
Homenaje a Carlos Noguera en el Centro de Estudios Latinoamericanos Rómulo Gallegos

### Poesía
- Laberintos, 1965
- Eros y Pallas, 1967
- Dos libros, 1999

### Narrativa
- Historias de la calle Lincoln, 1971
- Inventando los días, 1979
- Juegos bajo la luna, 1994
- La flor escrita, 2003
- Los cristales de la noche, 2005
- Crónica de los fuegos celestes, 2010

#### En coautoría
- El adolescente caraqueño, 1989, con Esther Escalona Palacios
- Ya no eres una niña, ya no eres un niño, 2004, con Juliana Boersner

### Sobre la obra de Carlos Noguera
- Elementos teóricos y praxis en la novelística de Carlos Noguera, 1992. Tesis de grado de Juan Carlos Chirinos para optar al título de licenciado en Letras por la Universidad Católica Andrés Bello. Tutor: José Balza.[5]